# Caramelles de Súria
Les Caramelles de Súria són una de les festes populars més arrelades de Súria, celebrades per Pasqua amb danses i cants al carrer. Compten amb una alta participació, superant en ocasions els 900 caramellaires. La seva història es remunta al segle xvi, quan es cantaven goigs per recaptar donatius. Amb el temps, les cançons han incorporat temàtiques festives, satíriques i populars, i la festa ha evolucionat fins a esdevenir un esdeveniment cultural de gran rellevància.
El dia central de la celebració és el diumenge de Pasqua, amb actuacions pels carrers i places de Súria, acompanyades per elements tradicionals com el ball de bastons, el ball de cascavells, els trabucaires i els ballesters. La festa es va recuperar i expandir al llarg del segle xx, integrant homes i dones de totes les edats i esdevenint un espai de convivència i identitat local. El 2016, les Caramelles de Súria van ser incloses en el Catàleg del Patrimoni Festiu de Catalunya.